# Lam Ching-ying
Lam Ching-ying (林正英 | cantonés: Lam Jingying | mandarín: Lín Zhèngyīng), cuyo nombre verdadero es Lam Gun-bo, (27 de diciembre de 1952-8 de noviembre de 1997) fue un actor chino, director de escena y acción.

## Biografía
Tercero de seis hijos, Lam nació en Shanghái, su familia era pobre y sus padres no tenían estudios. Lam asistió a la escuela primaria de la Asociación Shun Yi de Hong Kong, pero acabó abandonando los estudios después de dos años. Su padre le envió a la Chun Chau Drama Society para que aprendiera el estilo de la Ópera de Pekín bajo la dirección de Madame Fan Fok Fa. Pero su carrera en la Ópera de Pekín sólo duró 5 años para incorporarse a la industria cinematográfica. La Opera de Peking School era "rival" de la Yu Jim-yuen donde Jackie Chan y Sammo Hung entrenaban al mismo tiempo. 

## Trayectoria
A los 17 años, Lam se convirtió en doble de acción y entrenador de artes marciales en el Shaw Brothers Studio. Debido a su delgadez, a menudo se le pedía que sustituyera a las actrices.
A los 19, fue seleccionado por Bruce Lee primero como su asistente personal y luego como director asistente de escena y acción en El Gran Jefe. Después del Gran Jefe, Lam continuó trabajando con Lee hasta que falleció. Lam más tarde se unió a la asociación de dobles especiales de Hung (conocido como el Hung Kar Pan).
Lam trabajó detrás de la cámara como ayudante de dirección y se convirtió en la mano derecha del equipo de dobles de Sammo Hung. Su talento como actor y artista marcial se puso de manifiesto en The Magnificent Butcher. Lam interpretó al asesino con abanico que luchaba contra Yuen Biao.
En 1982, Lam ganó el Premio de Hong Kong Film por la Mejor Dirección de Acción, en la película El Hijo Pródigo. 
Lam interpretó al estricto maestro de kung fu Leung Yee-tai. Este fue probablemente su papel más histórico. Lam incluso se afeitó las cejas para dar al maestro Leung una representación más femenina. También interpretó a un frágil y anciano sacerdote taoísta en The Dead and the Deadly (1983).
La estrella de Lam no ascendió hasta 1985, con el estreno de Mr. Vampire, la película que impulsó el género de los vampiros. Lam fue nominado a mejor actor por su papel de sacerdote taoísta. El personaje era una atractiva mezcla de ingenuidad y autoridad estoica, y se convirtió en uno de los favoritos del público. Lam repetiría este papel muchas veces a lo largo de su carrera.
El éxito de Mr. Vampire acabó siendo una carga para Lam, que se vio encasillado en el papel. A medida que la industria cinematográfica de Hong Kong empezó a experimentar un declive, los papeles de calidad para Lam también empezaron a agotarse. Sin embargo, siguió asumiendo su papel habitual de sacerdote taoísta, así como papeles secundarios en películas de bajo presupuesto.
En 1990, Lam se convirtió en el productor de Magic Cop (1990), una película de acción infravalorada. Protagonizó y dirigió la acción de la película. Las escenas de lucha entre él y los japoneses volvieron a demostrar su excelencia como coreógrafo de acción.
Algunas de sus otras películas de fantasmas durante estos años son Crazy Safari (1991), An Eternal Combat (1991), The Ultimate Vampire (1991) Spiritual Trinity (1991), Mad Mad Ghost (1992), Banana Spirit (1992). De nuevo, su faceta de actor serio puede verse en Pom Pom y Hot Hot (1992), Lover's Tear (1992). En estas películas tuvo papeles secundarios, pero sus papeles son muy memorables.
En 1995, aunque el mercado cinematográfico estaba en depresión, ATV ofreció a Lam el papel protagonista de una serie de televisión llamada Vampire Expert. La serie fue un éxito y revitalizó la carrera de Lam.
La segunda serie se rodó y emitió en 1996. La serie fue protagonizada de nuevo por Lam Ching Ying como el humilde sacerdote, y por Mang Hoi, Frankie Lam y Annie Man como sus discípulos. Al igual que la primera serie, la segunda recibió altos índices de audiencia y el apoyo de China, Hong Kong y Taiwán. Poco después, Lam firmó para otra serie de televisión llamada Coincidentally
En 1996, comenzó la producción de la tercera serie de Experto en Vampiros. La producción se detuvo debido al estado de salud de Lam. Contrariamente a los rumores de que el cáncer estaba causado por años de consumo excesivo de alcohol, el cáncer era hereditario. El 8 de noviembre de 1997, Lam murió en el hospital de St Theresa, en Hong Kong.
La primera serie de My Date with a Vampire producida por ATV estaba dedicada a él, y toda la serie se basaba libremente en el futuro de Vampire Expert.
La película de terror de Hong Kong de 2013 Rigor Mortis es un homenaje al Sr. Vampiro, y uno de los protagonistas es el compañero de reparto de Lam Ching-Ying en esa película, Chin Siu-ho.

## Premios
- 1983 Hong Kong Film Awards Nominado y ganador del premio a la "Mejor Coreografía de Acción" en Prodigal Son
- 1984 Hong Kong Film Awards Nominada y ganadora de la "Mejor Coreografía de Acción" en Winners And Sinners
- 1986 Hong Kong Film Awards Nominada a la "Mejor coreografía de acción" en My Lucky Stars
- 1986 Hong Kong Film Awards Nominado al "Mejor Actor de Reparto" en Mr Vampire